# Un scandale presque parfait
Un scandale presque parfait (anglais : An Almost Perfect Affair) est un film de Michael Ritchie, sorti en 1979.

## Synopsis
Durant le festival de Cannes, un réalisateur entame une liaison avec l'épouse d'un producteur de cinéma.

## Fiche technique
- Titre : An Almost Perfect Affair
- Titre français : Un scandale presque parfait
- Réalisation : Michael Ritchie, assisté de Marc Monnet
- Scénario : Michael Ritchie et Walter Bernstein
- Image : Henri Decaë
- Montage : Richard A. Harris
- Musique : Georges Delerue
- Date de sortie : 27 avril 1979[1]
- Classification : à sa sortie aux États-Unis le film est classé PG (Parental Guidance Suggested) par la Motion Picture Association of America en raison de quelques scènes de nudité partielle[1].

## Distribution
- Keith Carradine : Hal Raymond
- Monica Vitti : Maria Barone
- Raf Vallone : Federico 'Freddie' Barone
- Christian De Sica : Carlo Barone
- Dick Anthony Williams : Andrew Jackson
- Anna Maria Horsford : Amy Zon
- Dans leurs propres rôles : 
  - Farrah Fawcett
  - Marco Ferreri
  - Sergio Leone
  - Paul Mazursky
  - George Peppard
  - Brooke Shields

## Accueil
Janet Maslin, dans le The New York Times est charmée par le couple formé par Monica Vitti et Keith Carradine qu'elle trouve « drôles, sexy et sublimement incompatibles. » Elle note que Michael Ritchie fait peu usage dans ce film des dons pour la satire qui apparaissaient dans ses précédents films et que le festival de Cannes est surtout une toile de fond que le réalisateur n'exploite pas vraiment.